# Дедекиндово сечение
Дедеки́ндово сече́ние — один из способов построения вещественных чисел из рациональных.
Множество вещественных чисел определяется как множество дедекиндовых сечений.
На них возможно продолжить операции сложения и умножения.

## История
Метод был введён в 1872 году Рихардом Дедекиндом.
Аналогичное построение для геометрических величин неявно присутствует в «Началах» Евклида, а именно, в книге V определение 5 звучит следующим образом:

Говорят, что величины находятся в том же отношении первая ко второй и третья к четвёртой, если равнократные первой и третьей одновременно больше, одновременно равны или одновременно меньше равнократных второй и четвёртой каждая каждой при какой бы то ни было кратности, если взять их в соответствующем порядке (9, 10, 11, 12).

Близкие идеи опубликовал в 1849 году французский математик Жозеф Бертран.

## Определение
Дедекиндово сечение — это разбиение множества рациональных чисел {\displaystyle \mathbb {Q} } на два подмножества {\displaystyle A} (нижнее, или левое) и {\displaystyle B} (верхнее, или правое) такие, что:
1. {\displaystyle a<b} для любых {\displaystyle a\in A} и {\displaystyle b\in B},
2. {\displaystyle B} не имеет наименьшего элемента.

Далее дедекиндово сечение обозначается {\displaystyle (A,B)} (хотя было бы достаточно указать одно из этих множеств, второе дополняет его до {\displaystyle \mathbb {Q} }).
Если множество {\displaystyle A} имеет наибольший элемент, то дедекиндово сечение можно отождествить с этим рациональным числом. В противном случае сечение определяет иррациональное число, которое больше всех чисел множества {\displaystyle A} и меньше всех чисел множества {\displaystyle B}. Определив на полученном множестве сечений арифметические операции и порядок, мы получаем поле вещественных чисел, причём каждое сечение определяет одно и только одно вещественное число.

### Пример
Вещественному числу {\displaystyle {\sqrt {2}}} соответствует дедекиндово сечение, для которого:
множество {\displaystyle A=\{x\in \mathbb {Q} \mid x<0\lor x^{2}<2\};}
множество {\displaystyle B=\{x\in \mathbb {Q} \mid x>0\land x^{2}>2\}.}
Интуитивно можно представить себе, что для того, чтобы определить {\displaystyle {\sqrt {2}}}, мы рассекли множество на две части: все числа, что левее {\displaystyle {\sqrt {2}}}, и все числа, что правее {\displaystyle {\sqrt {2}}}; соответственно, {\displaystyle {\sqrt {2}}} равен точной нижней грани множества {\displaystyle B}.

## Упорядоченность дедекиндовых сечений
Введём во множестве сечений порядок. Сначала определим, что два сечения {\displaystyle (A,B)} и {\displaystyle (C,D)} равны, если {\displaystyle A=C} (тогда и {\displaystyle B=D}). Далее определим:
{\displaystyle (A,B)<(C,D)}, если {\displaystyle A\subset C} и при этом {\displaystyle A\neq C.}
Нетрудно проверить, что все требования линейного порядка выполнены. Кроме того, для рациональных чисел новый порядок совпадает со старым.
Из данного определения порядка следует:
Теорема о приближении. Любое вещественное число может быть с любой точностью приближено рациональными числами, то есть может быть заключено в интервал с рациональными границами произвольно малой длины.

## Арифметика дедекиндовых сечений
Для определения арифметических действий с сечениями можно воспользоваться сформулированной в предыдущем разделе теоремой о приближении.
Пусть {\displaystyle \alpha ,\beta } — вещественные числа. Согласно теореме о приближении, для них можно указать интервалы-приближения с рациональными границами:
{\displaystyle a_{1}<\alpha <a_{2}\quad b_{1}<\beta <b_{2}.}
Тогда суммой {\displaystyle \alpha +\beta } называется вещественное число, содержащееся во всех интервалах вида {\displaystyle (a_{1}+b_{1},a_{2}+b_{2}).} Сумма вещественных чисел всегда существует, однозначно определена и для рациональных чисел совпадает с прежним определением суммы. Вычитание всегда возможно, поэтому относительно так определённой операции сложения вещественные числа образуют аддитивную группу.
Аналогично определяется умножение вещественных чисел, которое вместе со сложением превращает множество вещественных чисел в упорядоченное поле.

## Вариации и обобщения
См. также: Пополнение Дедекинда — Макнейла
Дедекиндовы сечения можно аналогично определить не только для рациональных чисел, но и в любом другом линейно упорядоченном множестве. См. Полнота (теория порядка). Можно показать, что применение этой процедуры к множеству вещественных чисел {\displaystyle \mathbb {R} } даёт снова {\displaystyle \mathbb {R} .}
Аналог дедекиндовых сечений используется для построения сюрреальных чисел.